# La Puye
La Puye är en kommun i departementet Vienne i regionen Nouvelle-Aquitaine i västra Frankrike. Kommunen ligger i kantonen Pleumartin som tillhör arrondissementet Châtellerault. År 2022 hade La Puye 604 invånare.

## Befolkningsutveckling
Antalet invånare i kommunen La Puye
| Referens: INSEE |